# Carlos Lázaro
Carlos Lázaro Vallejo (ur. 13 listopada 1990 w Medina del Campo) – hiszpański piłkarz występujący na pozycji pomocnika w CD Mirandés.